# هوية سردية
تفترض نظرية الهوية السردية أن الأفراد يشكلون هوية من خلال دمج تجارب حياتهم في قصة ذاتية داخلية ومتطورة توفر للفرد إحساسًا بالوحدة والهدف في الحياة. يدمج سرد الحياة هذا الماضي المعاد بناؤه والحاضر المتصور والمستقبل المتخيل. علاوة على ذلك، فإن هذا السرد عبارة عن قصة - فهي تحتوي على شخصيات وحلقات وصور وإطار ومؤامرات وموضوعات، وغالبًا ما تتبع النموذج التقليدي للقصة، حيث تكون لها بداية (حدث استهلالي)، ووسط (محاولة ونتيجة)، ونهاية (الخاتمة). الهوية السردية هي محور الأبحاث متعددة التخصصات، ولها جذور عميقة في علم النفس.
في العقود الأخيرة، أدى انتشار الأبحاث النفسية حول الهوية السردية إلى توفير أساس تجريبي قوي للبناء، متجاوزًا المجال، بما في ذلك علم نفس الشخصية، وعلم النفس الاجتماعي، وعلم نفس النمو ومدى الحياة،علم النفس المعرفي، وعلم النفس الثقافي، وعلم النفس السريري والاستشاري.

## مكونات الهوية السردية
غالبًا ما يتم فحص قصص الحياة وتقييمها من خلال وجودها ومدى احتوائها على مكونات هيكلية وموضوعية مختلفة.

### البنية
يعد التماسك أحد العناصر الهيكلية الأساسية للسرد. مع تطور الأفراد من مرحلة الطفولة إلى مرحلة البلوغ، تظهر أربعة أنواع من التماسك في قدراتهم على رواية القصص:
التماسك الزمني: رواية القصة بطريقة واضحة وتسلسل زمني، أي أن الحدث (ب) يتبع الحدث (أ).
التماسك السببي: رسم علاقات السبب والنتيجة بين الأحداث في السرد وأيضاً بين الأحداث وتأثيرها على إحساس الراوي بذاته.
التماسك الموضوعي: يقوم الراوي بإجراء تقييم انعكاسي لقصته، ويكشف عن الموضوعات، والاتجاهات الشاملة، ويخلق المعنى من السرد.
المفهوم الثقافي للسيرة الذاتية: القصة تتخذ الشكل والنثر المشتركين في ثقافة الراوي وسياقه.
إن قدرًا ما من التماسك ضروري دائمًا في السرد، وإلا فإنه سيكون غير مفهوم، في حين أن الكثير من التماسك قد يجعل من الصعب تصديق السرد، كما لو أنه يربط بشكل دقيق للغاية بين تعقيدات الحياة. تم العثور على المدى العام الذي يوجد به التماسك أو غيابه في السرد ليكون مرتبطًا بمجموعة متنوعة من النتائج المهمة مثل الرفاه النفسي العام والفروق الدقيقة والتعقيد في عمليات صنع المعنى (تطوير الأنا).

### المحتوى
بالانتقال إلى المحتوى، ركزت الأبحاث حول الهوية السردية بشكل خاص على العناصر الموضوعية للسرد الشخصي. عندما يُطلب من المشاركين في الدراسات البحثية إعادة سرد قصة شخصية، يقوم الباحثون بترميز القصة وفقًا للبنيات السبعة التالية: الخلاص، والتلوث، والفاعلية، والتواصل، والمعالجة السردية الاستكشافية، والحل الإيجابي المتماسك، وصنع المعنى. تم التعرف حديثًا على بنية إضافية تسمى الأداء وتم تضمينها أيضًا في ترميز بعض الباحثين.
الفداء: ينتقل الراوي من حالة "سيئة"/سلبية بشكل عام، إلى حالة "جيدة"/إيجابية بشكل عام (أ → ب). يمكن وصف هذا التحول بأنه تضحية (تحمل حدث سلبي أ للحصول على فائدة ب)، أو التعافي (الوصول إلى حالة إيجابية بعد خسارتها)، أو النمو (تحسين الذات نفسيًا، جسديًا، شخصيًا)، أو التعلم ( اكتساب/إتقان مهارات جديدة ومعرفة وحكمة).
التلوث: ينتقل الراوي من حالة جيدة/إيجابية بشكل عام إلى حالة سيئة/سلبية (B → A). في كثير من الأحيان، يتميز هذا التحول بالإنكار أو عدم القدرة على تذكر "الخير" للدولة من قبل - فقد طغت عليها الحالة "السيئة" الحالية. تشمل الموضوعات الفرعية الشائعة في التلوث الإيذاء أو الخيانة أو الخسارة أو الفشل أو المرض/الإصابة أو خيبة الأمل أو خيبة الأمل.
الوكالة: تشير إلى مدى استقلالية الراوي، وقدرته على التأثير في حياته. يتم تقسيم القوة في بعض الأحيان إلى أربعة مسارات: السيطرة على الذات (يسيطر بطل الرواية على نفسه أو يوسعها أو يتفوق عليها)، والوضع/الانتصار (يحقق بطل الرواية مكانة أو هيبة عالية بين أقرانه)، والإنجاز/المسؤولية (يتمتع بطل الرواية بأهمية كبيرة). الإنجاز في بعض المهام أو الوظائف أو الأهداف)، والتمكين (يصبح بطل الرواية أفضل من خلال التفاعل مع شيء أكبر وأعظم من الذات).
العِشرة: يتم تحفيز الراوي لتكوين صداقات/علاقات حميمة؛ إظهار العلاقة الحميمة، والمشاركة، والانتماء، وما إلى ذلك. المواضيع المشتركة في العشرة هي: الحب/الصداقة، والحوار المتبادل وغير النفعي، وتوفير الرعاية/المساعدة للآخر، أو الشعور العام بالوحدة/التعاون مع العالم/الآخرين.
المعالجة السردية الاستكشافية: مدى انخراط الراوي في استكشاف الذات أثناء سرد القصة؛ تشير الدرجة العالية إلى استكشاف عميق للذات و/أو فهم عميق للذات. تعتبر ممارسة المعالجة السردية الاستكشافية في أوقات الصراع إحدى الطرق التي يتطور من خلالها النضج، وغالبًا ما تتميز روايات التحول الذاتي الإيجابي بزيادة المعالجة السردية الاستكشافية.
الحل الإيجابي المتماسك: المدى الذي تذوب فيه التوترات، مما يوفر خاتمة ونهاية مرضية للسرد. ترتبط زيادة القرار الإيجابي المتماسك في الروايات بالتحسينات في مرونة الأنا، أو قدرة الفرد على التكيف تحت الضغط.
صناعة المعنى: هي مدى استنباط الراوي المعنى من القصة. تتراوح درجات الإجابات من منخفضة (بلا معنى؛ الراوي يروي القصة ببساطة)، معتدلة (استخلاص درس ملموس من القصة - على سبيل المثال: لا تضع يديك على أسطح ساخنة)، إلى عالية (اكتساب رؤية عميقة من السرد - مثال: تعلم أنه لا يمكنك الحكم على الكتاب من غلافه).
الأداء: يصف الراوي قصص الحياة حول نتيجة أدائهم. تميل هذه الرواية إلى الظهور بشكل نموذجي بين نخبة الرياضيين. يمكن اعتبارها رواية مهيمنة للغاية لأنها مقبولة جدًا داخل المجتمع الرياضي.